# Seguenzia formosa
Seguenzia formosa är en snäckart som beskrevs av John Gwyn Jeffreys 1876. Seguenzia formosa ingår i släktet Seguenzia och familjen Seguenziidae. Inga underarter finns listade i Catalogue of Life.